# Imrama
Imrama – pierwszy album studyjny irlandzkiego zespołu black metalowego Primordial. Wydawnictwo ukazało się 20 września 1995 roku nakładem wytwórni muzycznej Cacophonous Records.

## Lista utworów
Opracowano na podstawie materiału źródłowego.
1. "Fuil ársa" (sł. A.A. Nemtheanga, muz. Primordial) - 04:47
2. "Infernal Summer" (sł. A.A. Nemtheanga, muz. Primordial) - 06:12
3. "Here I Am King" (sł. A.A. Nemtheanga, muz. Primordial) - 04:27
4. "The Darkest Flame" (sł. A.A. Nemtheanga, muz. Primordial) - 05:19
5. "The Fires..." (sł. A.A. Nemtheanga, muz. Primordial) - 05:25
6. "Mealltach" (sł. A.A. Nemtheanga, muz. Primordial) - 01:28
7. "Let the Sun Set on Life Forever" (sł. A.A. Nemtheanga, muz. Primordial) - 04:27
8. "To the Ends of the Earth" (sł. A.A. Nemtheanga, muz. Primordial) - 05:31
9. "Beneath a Bronze Sky" (sł. A.A. Nemtheanga, muz. Primordial) - 03:28
10. "Awaiting the Dawn" (sł. A.A. Nemtheanga, muz. Primordial) - 05:00